# Nullallomorph
Ein Nullallomorph, auch Nullendung oder Allomorph Ø, ist eine besondere Form von Allomorph. Es ist ein „Nicht-Zeichen“, das einer Stelle in einem Flexionsparadigma entspricht. Durch ein Nullallomorph werden Morpheme (Bedeutungen) erfasst, wenn sie phonetisch nicht realisiert sind. Nullallomorphe werden nur dann angenommen, wenn es zum gleichen Morphem ein vom Nullallomorph verschiedenes, also tatsächlich realisiertes Allomorph gibt.
Ein Morphem, dessen einziges Allomorph Ø ist, heißt Nullmorphem. Da eine Nullendung das Nicht-Vorhandensein einer Endung darstellt, kann sie auch nicht mit Buchstaben geschrieben werden. Stattdessen wird das Symbol Ø verwendet.
Anmerkung: Begriffe mit „Null-“ als Wortbestandteil werden in der Linguistik gelegentlich genutzt, um Erscheinungen der Grammatik, die in der Regel durch Wortteile oder Wörter ausgedrückt werden, auch dann zu erfassen, wenn sie einmal fehlen: Nullableitung, Nullartikel, Nullelement, Nullmorphem, Nullsubjekt.

## Nullallomorphe im Deutschen
Im Deutschen treten z. B. in den folgenden Fällen Nullallomorphe auf:
1. Im Präsens bei Verben, Singular bei Nomina.[1]
2. Der Dativ Singular (Maskulinum oder Neutrum) deutscher Substantive. Dieser lautet entweder auf -e aus (‚dem Mann-e‘) oder aber er hat keine Endung (‚dem Mann‘). In diesem letzteren Fall setzt man aus beschreibungstechnischen Gründen ein Nullallomorph an (‚Mann-Ø‘).
3. Plural-Nullallomorph, etwa bei ‚der Lehrer‘ – ‚die Lehrer‘.
4. Das Deutsche verfügt nicht über einen unbestimmten Artikel im Plural, so z. B. ‚ein Auto‘ – ‚Autos‘. Das Französische hingegen setzt an diese Stelle die Form ‚des‘, z. B. ‚une voiture‘ – ‚des voitures‘.

## Nullallomorphe im Russischen
Ein Beispiel aus der russischen Sprache für das Wort карта (‚Karte‘). Die Endungen sind fett markiert:
| Kasus               | Flexion  |
| ------------------- | -------- |
| Nominativ Singular  | карт-а   |
| Instrumental Plural | карт-ами |
| Genitiv Plural      | карт-Ø   |

Im Genitiv Plural wurde demnach die (feminine) Endung des Wortes ersatzlos gestrichen, sodass es in diesem Fall карт lautet.